# Кипріян Хотинецький
Кипріян Хотинецький (4 грудня 1866, с. Грушатичі — 26 жовтня 1942, Ярослав) — канонік, парох греко-католицької парафії в Ярославі. Засновник і голова українських товариств у Ярославі, член Відділу «Єпархальної допомоги» у Перемишлі. Автор «Проповіді страсні», опублікованих у 1901 році.

## Біографія
Народився в родині греко-католицького священика Яна та Ізабели (з родини Зелігман) Хотинецьких. Після закінчення гімназії в Перемишлі (1886) і семінарії в 1891 році був висвячений на священика 27 грудня 1891 року в Перемишлі. Катехит гімназії в Ярославі (15.02.1892–1906). Після смерті свого батька священика Іоана Хотинецького продовжив його працю і став парохом і деканом греко-католицької парафії в Ярославі. Зійшов на престол 1 вересня 1906 року і залишався на ньому до дня своєї смерті 26 листопада 1942 року.
З 1912 р. виконував багато важливих церковних функцій, у т.ч. консул єпископської консисторії, декан, уповноважений середніх шкіл у Ярославі, єпископський делегат до Ради шкіл Ярославського округу та почесний канонік Перемиської капітули. Був гімназійним греко-католицьким катехитом (1899–1906) та єпархіальним інспектором (1928–1931). Співзасновник і президент Товариства Бурса святого Онуфрія, Товариства міщан і ремісників «Родина» (1905–1942) та «Просвіта» (1910–1942), а також співзасновник (1929) Повітового союзу кооперативів у Ярославі. Завдяки йому було засновано сиротинець на вулиці Пелкіньській, а для його управління були залучені Сестри Служебниці Непорочної Діви Марії. У 1918–1924 та 1928–1939 рр. був міським радником. Радник окружної управи в 1919–1934 і 1939 роках.
Після вступу німців до Ярослава у 1939 році його призначили одним із 47 заручників міста.
Брав участь у збереженні та догляді за чудотворною Ярославською іконою Божої Матері «Врата Милосердя», а в 1929 році ініціював необхідні заходи для її офіційної коронації. Пізніше цю ініціативу підтримав єпископ Йосафат Коциловський, але початок Другої світової війни та заборона греко-католицьких храмів завадили завершити процес.
Похований у суботу, 28 листопада 1942, на старому кладовищі міста Ярославля (Сектор: 27, Ряд: 5, Номер: 10), поминальну службу провадив Преосвященніший владика Григорій Лакота.

## Галерея

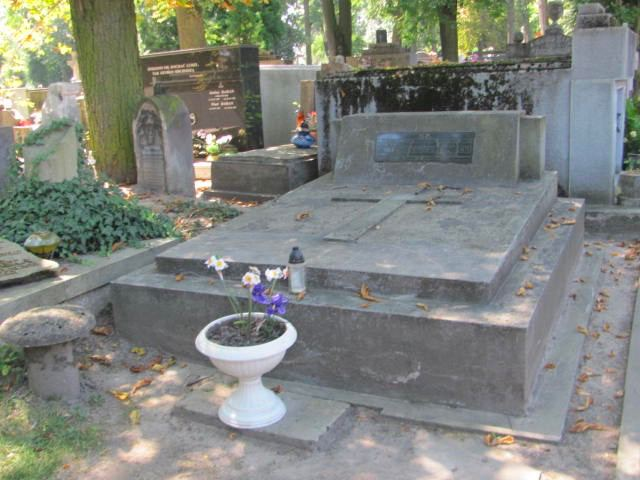
Місце поховання Кипріяна Хотинецького на Старому кладовищі в Ярославі.
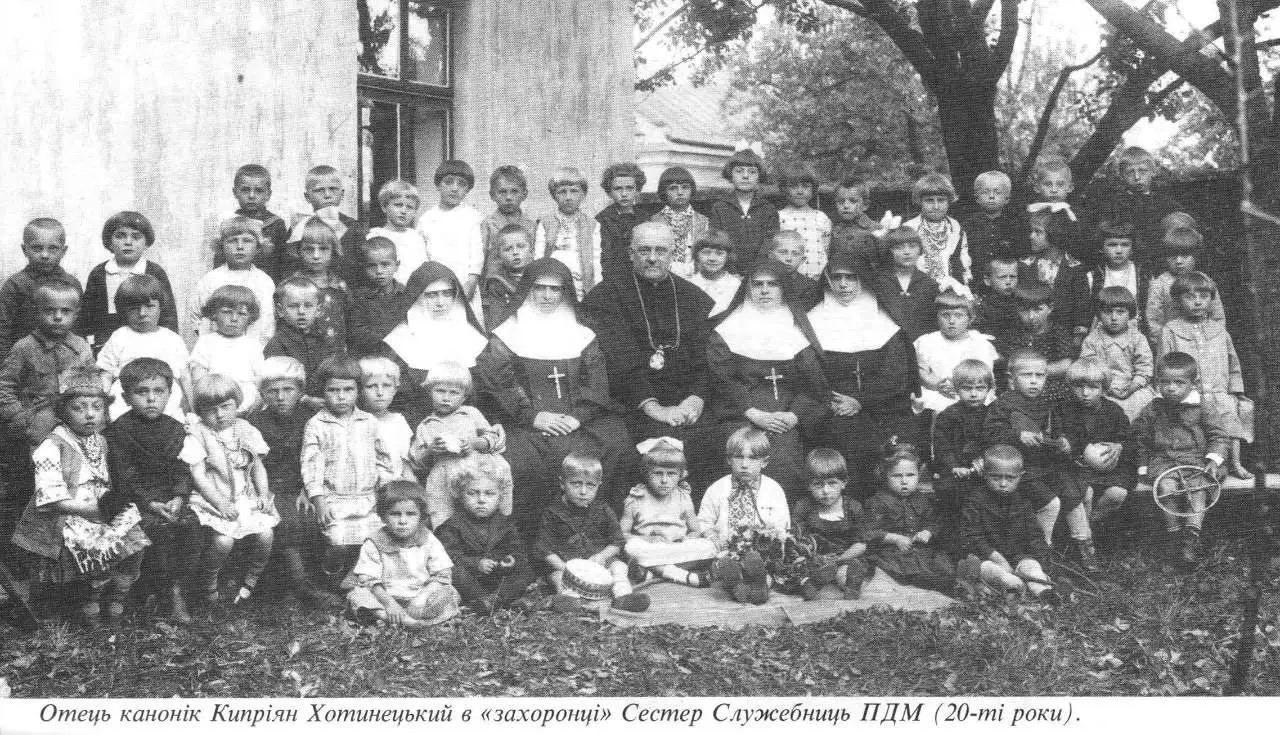
Отець Кипріян Хотинецький з візитою до Сестр Служебниць Непорочної Діви Марії, близько 1920 року.
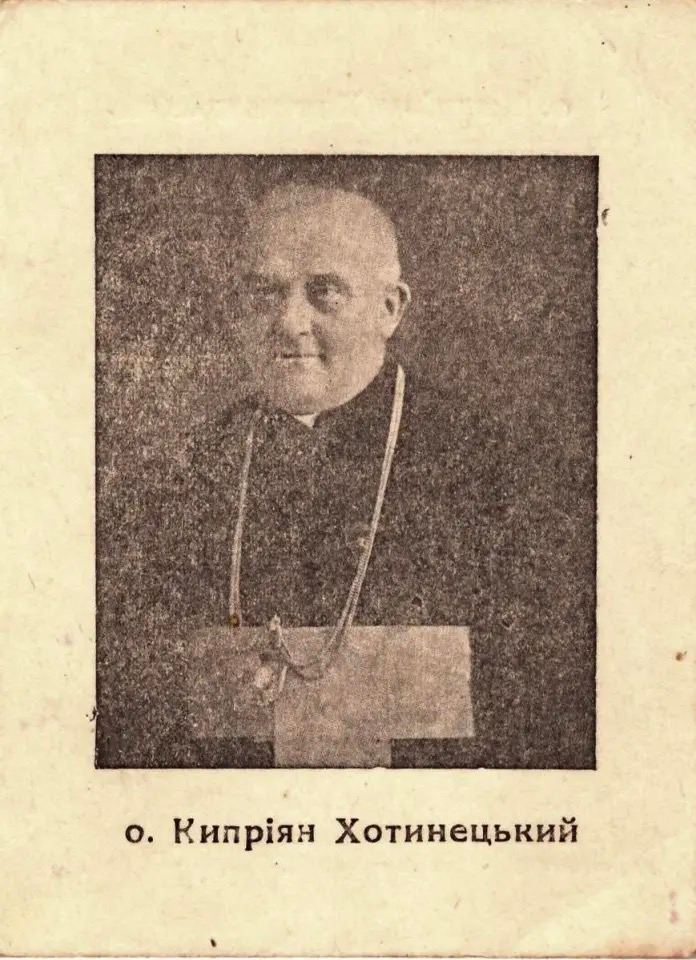
Пам’ятні листи в роковини смерті о. Хотинецького
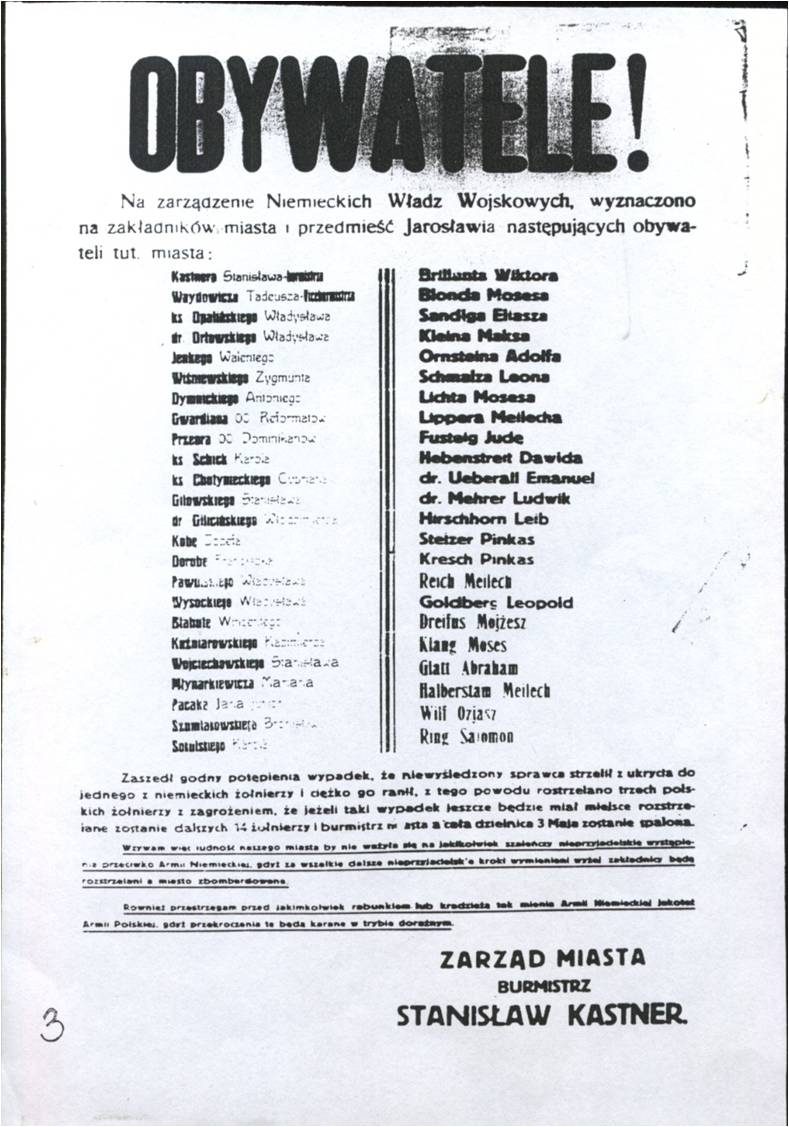
Список заручників міста Ярослав, під час німецької окупації міста в 1939 році.